# Хосе дель Кастільйо
Хосе дель Кастільйо (ісп. José del Castillo, 10 травня 1943, Ліма — 4 лютого 2023) — перуанський футболіст, що грав на позиції півзахисника, нападника.
Виступав, зокрема, за клуб «Спортінг Крістал», з яким став чотириразовим чемпіон Перу, а також національну збірну Перу.

## Клубна кар'єра
У дорослому футболі дебютував 1960 року виступами за команду «Сентро Ікеньйо». Своєю грою за цю команду привернув увагу представників тренерського штабу клубу «Спортінг Крістал», до складу якого приєднався 1961 року. Відіграв за команду з Ліми наступні чотирнадцять сезонів своєї ігрової кар'єри і чотири рази вигравав чемпіонат Перу в 1961, 1968, 1970 і 1972 роках.

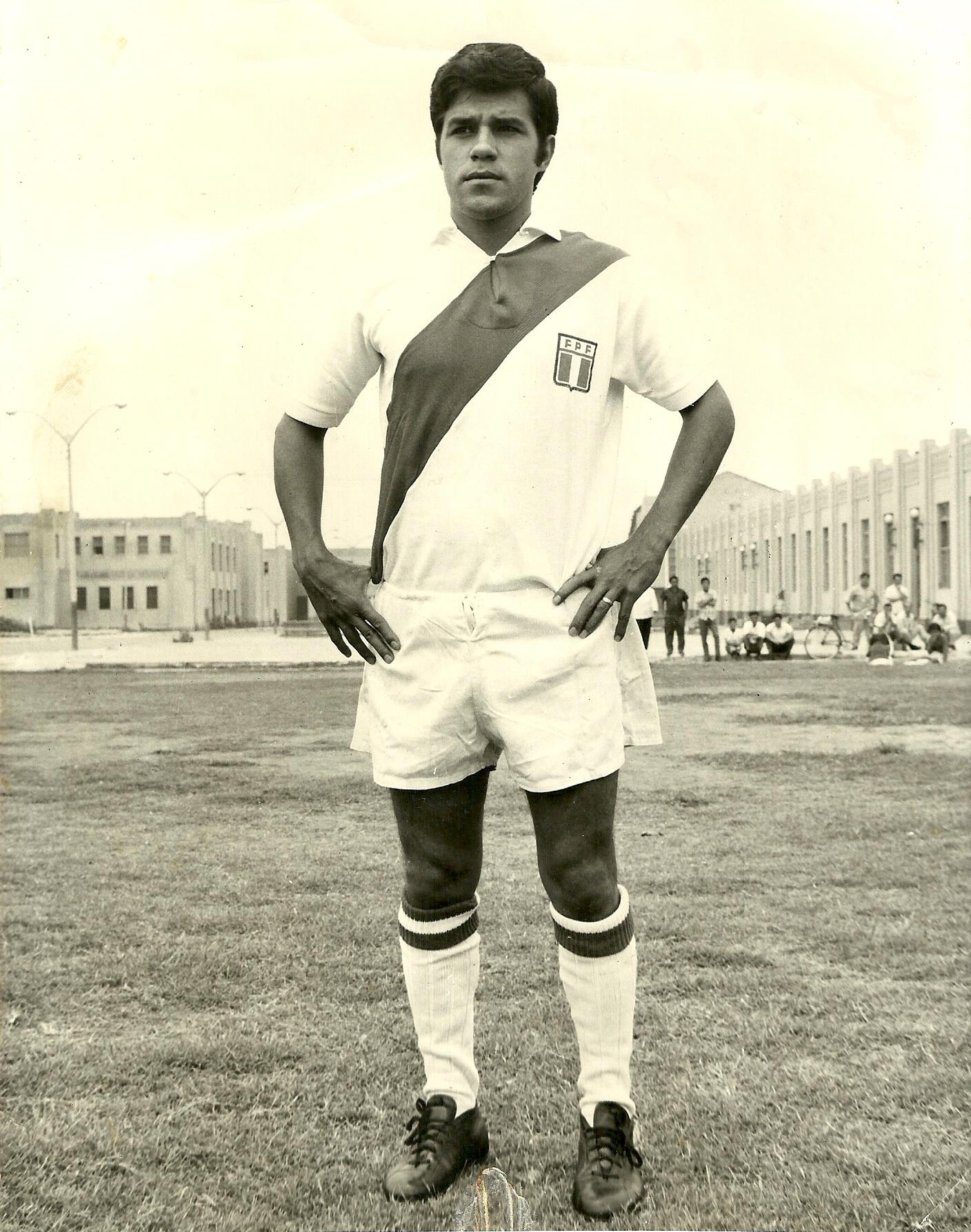
Хосе дель Кастільйо у складі збірної Перу. 1970 рік.

Завершив ігрову кар'єру у мексиканській команді «Веракрус», за яку виступав протягом 1975 року.

## Виступи за збірну
3 квітня 1965 року дебютував в офіційних іграх у складі національної збірної Перу в товариському матчі проти Парагваю (0:1).
У складі збірної був учасником чемпіонату світу 1970 року у Мексиці, але на поле не виходив, востаннє зігравши у збірній ще до турніру, 22 квітня 1970 року в товариському матчі з Сальвадором (3:0).
Загалом протягом кар'єри у національній команді, яка тривала 6 років, провів у її формі 13 матчів, забивши 1 гол.

## Тренерська кар'єра
Після завершення ігрової кар'єри став тренером і тренував зокрема «Спортінг Крістал» (1985) та «Дефенсор Ліма» (1989).

## Титули і досягнення
- Чемпіон Перу (4):

«Спортінг Крістал»: 1961, 1968, 1970, 1972